# Lista primarilor din Focșani
Aceasta este lista primarilor din Focșani în perioada 1862-1937:

## Perioada Regatului României
| Nr. crt. | Nume                       | An naștere/ deces | Ocupație                          | De la              | Până la            | Partid                                 | Poză |
| -------- | -------------------------- | ----------------- | --------------------------------- | ------------------ | ------------------ | -------------------------------------- | ---- |
| 1        | Mihalache Ionescu          | –                 | președintele Municipalitătii      | august 1862        | 26 iulie 1864      |                                        |      |
| 2        | Mihalache Ionescu          | ? – ?             | primar                            | 27 iulie 1864      | 6 decembrie 1866   |                                        |      |
| 3        | Alecu Sihleanu             | 1834 – ?          | primar                            | 7 decembrie 1866   | 6 februarie 1868   |                                        |      |
| 4        | Gheorghe Lambrino          | ? – ?             | Locot.primar                      | 7 februarie 1868   | 29 martie 1868     |                                        |      |
| 5        | Tănase Theoharie           | ? – ?             | președinte al Comisiei lnterimare | 30 martie 1868     | 21 iunie 1868      |                                        |      |
| 6        | Tănase Theoharie           | ? – ?             | primar                            | 22 iunie 1868      | 5 decembrie 1868   |                                        |      |
| 7        | Alecu Sihleanu             | ? – ?             | primar                            | 6 decembrie 1868   | 7 februarie 1869   |                                        |      |
| 8        | Gheorghe Lambrino          | ? – ?             | președinte al Comisiei lnterimare | 10 februarie 1869  | 8 mai 1869         |                                        |      |
| 9        | Dimitrie Tzanu             | ? – ?             | primar                            | 9 mai 1869         | 25 aprilie 1871    |                                        |      |
| 10       | Hagi Dimitrie Ioan         | ? – ?             | președinte al Comisiei Interimare | 26 aprilie 1871    | 24 septembrie 1871 |                                        |      |
| 11       | Costache Ardeleanu         | ? – ?             | primar                            | 25 septembrie 1871 | 30 mai 1876        |                                        |      |
| 12       | Dimitrie Balin             | ? – ?             | primar                            | 1 iunie 1876       | 20 septembrie 1876 |                                        |      |
| 13       | Gheorghe Corbu             | ? – ?             | primar                            | 21 septembrie 1876 | 8 decembrie 1878   |                                        |      |
| 14       | Grigore Bălănescu          | ? – ?             | primar                            | 9 decembrie 1878   | 1 decembrie 1879   |                                        |      |
| 15       | Tudorache Atanasiu         | ? – ?             | primar                            | 2 decembrie 1879   | 24 martie 1880     |                                        |      |
| 16       | Gheorghe Orleanu           | 1823 – 1897       | primar                            | 25 martie 1880     | 15 decembrie 1881  | PNL Putna                              |      |
| 17       | Nicolae Pruncu             | ? – ?             | primar                            | 16 decembrie 1881  | 24 septembrie 1884 |                                        |      |
| 18       | Nicolae Săveanu            | 1840 – 1922       | primar                            | 2 septembrie 1884  | 5 iulie 1886       |                                        |      |
| 19       | Tache C. Săndulescu        | ? – ?             | primar                            | 8 iulie 1886       | 21 decembrie 1886  |                                        |      |
| 20       | Costache Cernat            | ? – ?             | primar                            | 22 decembrie 1886  | 24 decembrie 1887  |                                        |      |
| 21       | maior Dimitrie D. Petrov   | ? – ?             | primar ad-interim                 | 30 decembrie 1887  | 31 ianuarie 1888   |                                        |      |
| 22       | lt. col. Al. Paraschivescu | ? – ?             | primar                            | 1 februarie 1888   | 18 aprilie 1888    |                                        |      |
| 23       | Gheorghe Apostoleanu       | 1832 – 1895       | președinte al Comisiei lnterimare | 1 februarie 1888   | 18 aprilie 1888    |                                        |      |
| 24       | Grigore Bălănescu          | ? – ?             | primar                            | 24 iunie 1888      | 30 decembrie 1891  |                                        |      |
| 25       | Dimitrie Tzanu             | ? – ?             | președinte al Comisiei lnterimare | 31 decembrie 1891  | 4 martie 1892      |                                        |      |
| 26       | Dimitrie Tzanu             | ? – ?             | primar                            | 5 martie 1892      | 23 octombrie 1895  |                                        |      |
| 27       | Gheorghe Orleanu           | 1823 – 1897       | președinte al Comisiei lnterimare | 24 octombrie 1895  | 30 decembrie 1895  | PNL Putna                              |      |
| 28       | Nicolae Săveanu            | 1840 – 1922       | primar                            | 31 decembrie 1895  | 22 aprilie 1899    |                                        |      |
| 29       | Gogu Constantinescu        | ? – ?             | președinte al Comisiei lnterimare | 23 aprilie 1899    | 4 iunie 1899       |                                        |      |
| 30       | Dimitrie Farago Caian      | 1838 – 1909       | președinte al Comisiei lnterimare | 5 iunie 1899       | 3 iulie 1899       |                                        |      |
| 31       | Dimitrie Farago Caian      | 1838 – 1909       | primar                            | 4 iulie 1899       | 17 februarie 1901  |                                        |      |
| 32       | Iorgu G. Poienaru          | ? – ?             | președinte al Comisiei lnterimare | 19 februarie 1899  | 28 aprilie 1901    |                                        |      |
| 33       | Iorgu G. Poienaru          | ? – ?             | primar                            | 29 aprilie 1901    | 22 decembrie 1904  |                                        |      |
| 34       | Ernest Vârnav              | ? – ?             | președinte al Comisiei lnterimare | 25 decembrie 1904  | 1 martie 1905      |                                        |      |
| 35       | Ernest Vârnav              | ? – ?             | primar                            | 2 martie 1905      | 11 iulie 1905      |                                        |      |
| 36       | Dimitrie Nicolescu         | ? – ?             | președinte al Comisiei lnterimare | 12 iulie 1905      | 30 august 1905     |                                        |      |
| 37       | Ioan G. Ciurea             | ? – ?             | primar                            | 1 septembrie 1905  | 12 aprilie 1907    |                                        |      |
| 38       | Nicolae Săveanu            | 1840 – 1922       | președinte al Comisiei lnterimare | 13 aprilie 1907    | 30 septembrie 1907 |                                        |      |
| 39       | Iorgu Poienaru             | ? – ?             | primar                            | 1 octombrie 1907   | 5 ianuarie 1911    |                                        |      |
| 40       | Gheorghe Vicol             | ? – ?             | președinte al Comisiei lnterimare | 6 ianuarie 1911    | 10 martie 1911     |                                        |      |
| 41       | Th. M. Bassarabianu        | ? – ?             | primar                            | 16 martie 1911     | 4 ianuarie 1914    |                                        |      |
| 42       | Nicolae Săveanu            | 1840 – 1922       | președinte al Comisiei lnterimare | 4 ianuarie 1914    | 16 martie 1914     |                                        |      |
| 43       | Ștefan Graur               | ? – ?             | primar                            | 16 martie 1914     | 26 decembrie 1917  | Partidului Național Țărănesc din Putna |      |
| 44       | Alexandru Delladecima      | ? – ?             | primar                            | 27 decembrie 1917  | 15 octombrie 1918  |                                        |      |
| 45       | Savel Rahtivan             | ? – ?             | președinte al Comisiei lnterimare | 15 octombrie 1918  | 28 ianuarie 1919   |                                        |      |
| 46       | Iorgu G. Poienaru          | ? – ?             | președinte al Comisiei lnterimare | 29 ianuarie 1919   | 1 februarie 1920   |                                        |      |
| 47       | Al. Ionescu Ioan           | ? – ?             | președinte al Comisiei lnterimare | 1 februarie 1920   | 1 aprilie 1920     |                                        |      |
| 48       | I. Negulescu               | ? – ?             | președinte al Comisiei lnterimare | 1 aprilie 1920     | 2 decembrie 1920   |                                        |      |
| 49       | Savel Rahtivan             | ? – ?             | președinte al Comisiei lnterimare | 2 decembrie 1920   | 29 ianuarie 1922   |                                        |      |
| 50       | Iorgu G. Poienaru          | ? – ?             | președinte al Comisiei lnterimare | 29 ianuarie 1922   | 19 aprilie 1926    |                                        |      |
| 51       | N. Al. Constantinescu      | ? – ?             | primar                            | 19 aprilie 1926    | 28 octombrie 1927  |                                        |      |
| 52       | V. C. Antonescu            | ? – ?             | primar                            | 28 octombrie 1927  | 6 mai 1929         |                                        |      |
| 53       | Al. C. Alevra              | ? – ?             | primar                            | 6 mai 1929         | 2 ianuarie 1931    |                                        |      |
| 54       | N. Al. Constantinescu      | ? – ?             | primar                            | 2 ianuarie 1932    | 31 mai 1933        |                                        |      |
| 56       | Ștefan P. Dimitriu         | ? – ?             | președinte al Comisiei lnterimare | 31 mai 1931        | 11 iunie 1932      |                                        |      |
| 57       | N. Al. Constantinescu      | ? – ?             | primar                            | 11 iunie 1932      | 5 decembrie 1933   |                                        |      |
| 58       | N. Stănescu Putna          | ? – ?             | președinte al Comisiei lnterimare | 5 decembrie 1933   | 21 martie 1934     |                                        |      |
| 59       | Al. N. Leon                | ? – ?             | președinte al Comisiei lnterimare | 21 martie 1934     | 8 aprilie 1935     |                                        |      |
| 60       | Radu Săveanu               | ? – ?             | președinte al Comisiei lnterimare | 8 aprilie 1935     | 28 august 1935     |                                        |      |
| 61       | Maior I. Tomescu           | ? – ?             | președinte al Comisiei lnterimare | 28 august 1935     | 30 octombrie 1936  |                                        |      |
| 62       | Al. N. Leon                | ? – ?             | președinte al Comisiei lnterimare | 30 octombrie 1936  | 14 august 1937     |                                        |      |
| 63       | A. Păltineanu              | ? – ?             | președinte al Comisiei lnterimare | 14 august 1937     |                    |                                        |      |

## Perioada post-comunistă
- Decebal Gabriel Bacinschi (2000 - 2016)
- Cristi Valentin Misăilă (iulie 2016 - prezent

Toader Pantazica
Latcan Nicolae